# Xanthodura
Xanthodura là một chi bướm đêm thuộc họ Geometridae.